# Groot Verrekijker
Groot Verrekijker was de naam van een fort dat zich bevond ten oosten van Sint Jansteen. Het maakte deel uit van de Staats-Spaanse Linies.
Het fort werd eind 17e eeuw opgericht en diende als uitzichtpost. Het was gelegen in het verlengde van de huidige Wittebrugstraat, aan de rand van de huidige Clingse Bossen. Van dit fort is tegenwoordig niets meer in het landschap te herkennen. Zelfs doorsnijdt Rijksweg 60 tegenwoordig de locatie van het vroegere fort.